# Скандал вокруг Рози
«Скандал вокруг Рози» (англ. Rough House Rosie) — немой чёрно-белый фильм 1927 года. Считается утерянным.

## Сюжет
Молодая амбициозная девушка Рози О'Рейли мечтает стать бродвейской актрисой. Однажды она по недоразумению попадает в тюрьму и выходит на свободу с помощью светского льва Артура Рассела. Очарованная его богатством и высоким социальным положением, Рози бросает своего возлюбленного, боксера Джо Хеннесси, однако в конце концов понимает, что не в силах променять любовь на признание высшего общества. В ночь, когда Джо предстоит важный боксерский поединок, Рози разрывает отношения с Артуром, выходит на ринг и помогает возлюбленному одержать победу.

## В ролях
| Актёр         | Роль         |
| ------------- | ------------ |
| Клара Боу     | Рози О'Рейли |
| Рид Хоуз      | Джо Хеннесси |
| Артур Хаусмен | Кид Фаррелл  |
| Дуглас Гилмор | Артур Рассел |
| Джон Мильян   | Лью Маккей   |